# Cheikha Rimitti
Cheikha Rimitti, nome d'arte di Saadia El Ghizania (Tessala, 8 maggio 1923 – Parigi, 15 maggio 2006), è stata una cantante algerina.
È considerata uno dei pionieri della musica raï. Dopo una carriera durata cinquant'anni è morta a Parigi nel 2006 in seguito ad un attacco di cuore. Le sue canzoni parlavano della vita popolare, dell'alcol etilico, della sessualità e della guerra.

## Discografia principale
- 1994 - Sidi Mansour
- 1996 - Ghir al Baroud
- 1996 - Cheikha
- 2000 - Trab Music
- 2000 - Nouar
- 2001 - L'Etoile du Raï
- 2001 - Live European Tour
- 2001 - Salam Maghreb
- 2006 - N'ta Goudami